# Theaterschule für Körper & Bildung
Theaterschule für Körper & Bildung (dosł. Szkoła Teatralna dla Ciała i Kształcenia) – teatralna ponadgimnazjalna szkoła zawodowa przy Ziegelstraße 28 b we Frankfurcie nad Odrą, przeznaczona dla osób w wieku od 16 do 28 lat.
Nauka w szkole trwa 3,5 roku, z czego 0,5 roku to praktyka zawodowa w Niemczech lub zagranicą. Kierownikiem szkoły jest Frank Radüg. Obecnie czesne wynosi 320 € miesięcznie.